# باز صغير
باز صغير (الاسم العلمي: Accipiter superciliosus) هو نوع من جنس باز.